# Мичович, Владимир
Владимир Мичович (серб. Vladimir Mićović / Владимир Мићовић, родился 11 октября 1975 в Аранджеловаце, СФРЮ) — сербский футболист, игравший на позиции вратаря, ныне тренер вратарей азербайджанского клуба «Абшерон» (Баку).

## Карьера

### Клубная
Выступал в чемпионате Югославии (позднее Сербии и Черногории) за клубы «Шумадия» (Аранджеловац), «Балкан» (Мирево), «Железничар» (Белград), «Будучност» (Банатски-Двор). В чемпионате Украины играл за «Таврию» из Симферополя, также выступал в Азербайджане за бакинские команды «Нефтчи» и «Абшерон». Завершил карьеру в 2011 году, устроившись работать в «Нефтчи» с молодёжной командой и готовить там вратарей.
В мае 2014 года был назначен тренером вратарей в «Нефтчи», сменив покинувшего по семейным обстоятельствам клуб Небойшу Михайловича. Потом вернулся в «Абшерон».

### В сборной
Провёл 15 игр за молодёжную сборную Югославии.